# نيكولاي بادن فريدريكسن
نيكولاي بادن فريدريكسن هو لاعب كرة قدم دنماركي ولد عام 2000، يلعب في مركز الهجوم، ويلعب مع نادي سواروفسكي تيرول النمساوي ومنتخب الدنمارك تحت 21 سنة لكرة القدم.

## وصلات خارجية
- نيكولاي بادن فريدريكسن على موقع قاعدة بيانات كرة القدم.إي يو (الإنجليزية)
- نيكولاي بادن فريدريكسن على موقع Soccerway.com (الإنجليزية)
- نيكولاي بادن فريدريكسن على موقع عالم كرة القدم.نت (الإنجليزية)